# Berejanka, Verhnii Rohaciîk
Berejanka (în ucraineană Бережанка) este localitatea de reședință a comunei Berejanka din raionul Verhnii Rohaciîk, regiunea Herson, Ucraina.

## Demografie
Componența lingvistică a localității Berejanka
     Ucraineană (87,56%)
     Rusă (10,78%)
     Alte limbi (1,66%)
Conform recensământului din 2001, majoritatea populației localității Berejanka era vorbitoare de ucraineană (87,56%), existând în minoritate și vorbitori de rusă (10,78%).